# Makruty
Makruty – wieś w Polsce położona w województwie warmińsko-mazurskim, w powiecie olsztyńskim, w gminie Olsztynek. W latach 1975–1998 miejscowość administracyjnie należała do województwa olsztyńskiego.
Wieś położona nad jeziorem Sarąg oraz strefie rezerwatu przyrody (Rezerwat przyrody „Ostoja bobrów na rzece Pasłęce”). 

## Historia
Wieś lokowana w 1349 r. na prawie chełmińskim. W czasach krzyżackich wieś pojawia się w dokumentach w roku 1349, podlegała pod komturię w Olsztynku, były to dobra rycerskie o powierzchni 15 włók.
W 1939 r. we wsi mieszkało 108 osób. 
W 2005 r. we wsi było 14 domów i 44 mieszkańców.